# Page (Arizona)
Page kisváros Arizonában, a Coconino megyében, közel a  Glen Canyon gáthoz és a Powell-tóhoz, az Amerikai Egyesült Államokban. Page területe 43 km², 180 méterrel magasabban fekszik a szomszédos Powell-tónál és 2010-ben 7247 lakosa volt.

## Klíma
Page klímája száraz és forró, száraz nyarakkal és hűvös telekkel, kevés hóval. A kevés eső esik, ennek az az oka, hogy Page úgynevezett esőárnyékban fekszik, ahol a déli arizonai hegyek blokkolják a Csendes-óceán felől érkező nedvességet, így Page kevesebb esőt kap, mint Phoenix és harmadannyit sem mint Flagstaff. Az eddig mért legnagyobb hőmérséklet +43 °C, a legalacsonyabb :-24 °C. A nyári átlagos hőmérséklet: +20 °C, téli átlagos hőmérséklet: -2 °C.

## Történet
A környék városaitól eltérően Page várost 1957-ben alapították azoknak a munkásoknak és családjaiknak, akik a Glen Canyon gát építésénél dolgoztak. Amikor a gát építése 1960-ban befejeződött, a lakosság száma lassan nőni kezdett, ma 7000 fölött van. Az építkezéskor épült hidak és utak miatt a város átmenő-bejáró pont a Grand Canyon Nemzeti Parkhoz, melynek eredményeképpen évi 3 millió látogató jár a városban és/vagy száll meg néhány napra a város szállodáiban. 
Page-ben van az Amerikai Egyesült Államok nyugati részének két legnagyobb erőművi blokkja.

## Képgaléria

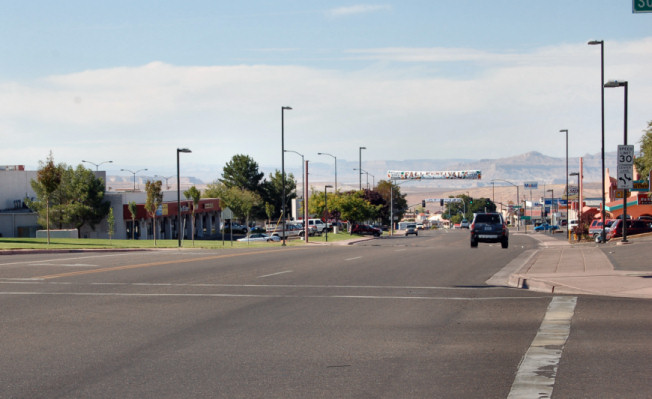
Page

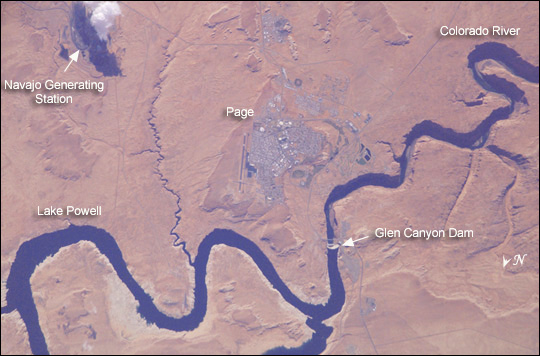
Page, Powell-tó, Glen Canyon gát

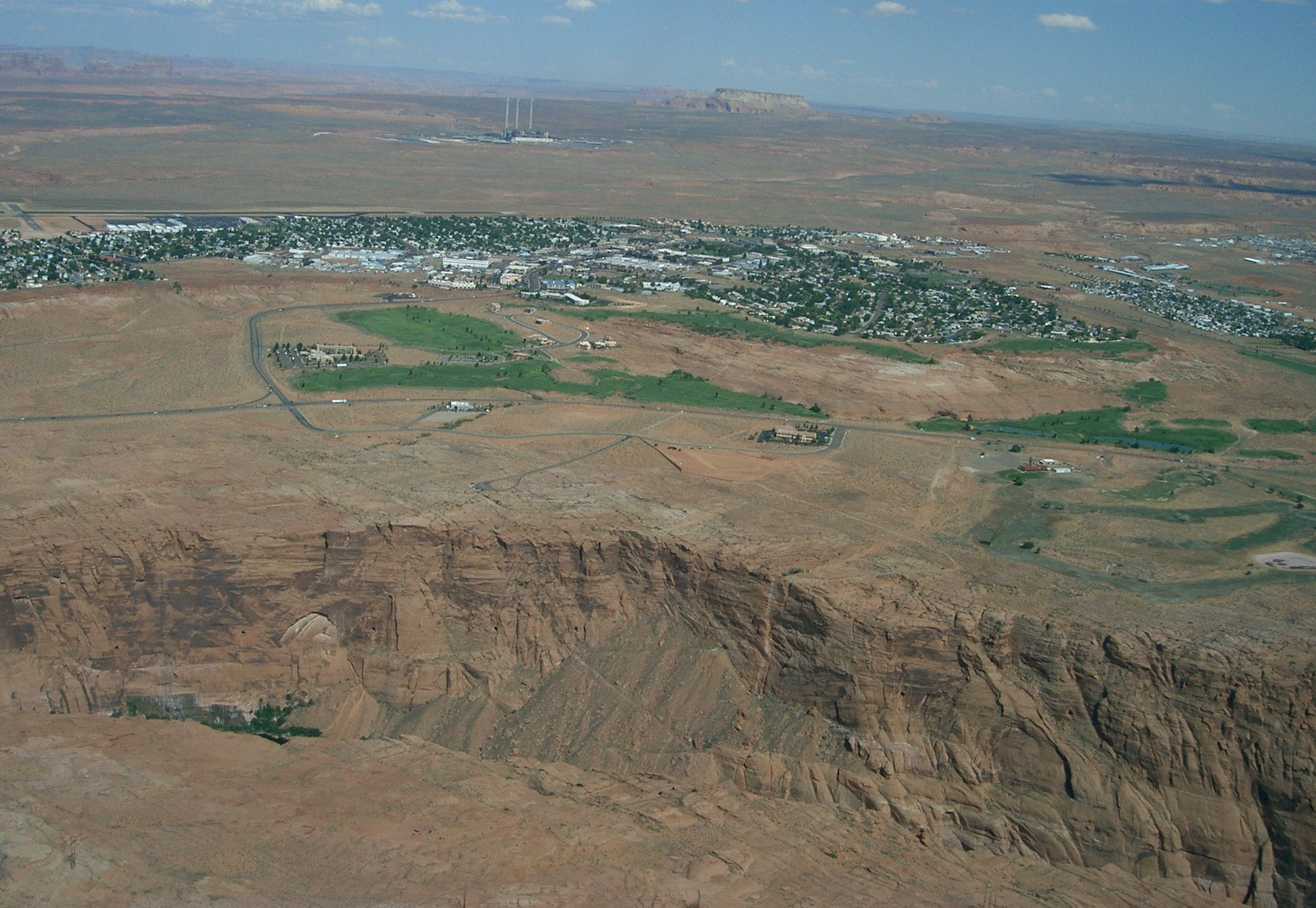
Page, légifelvétel

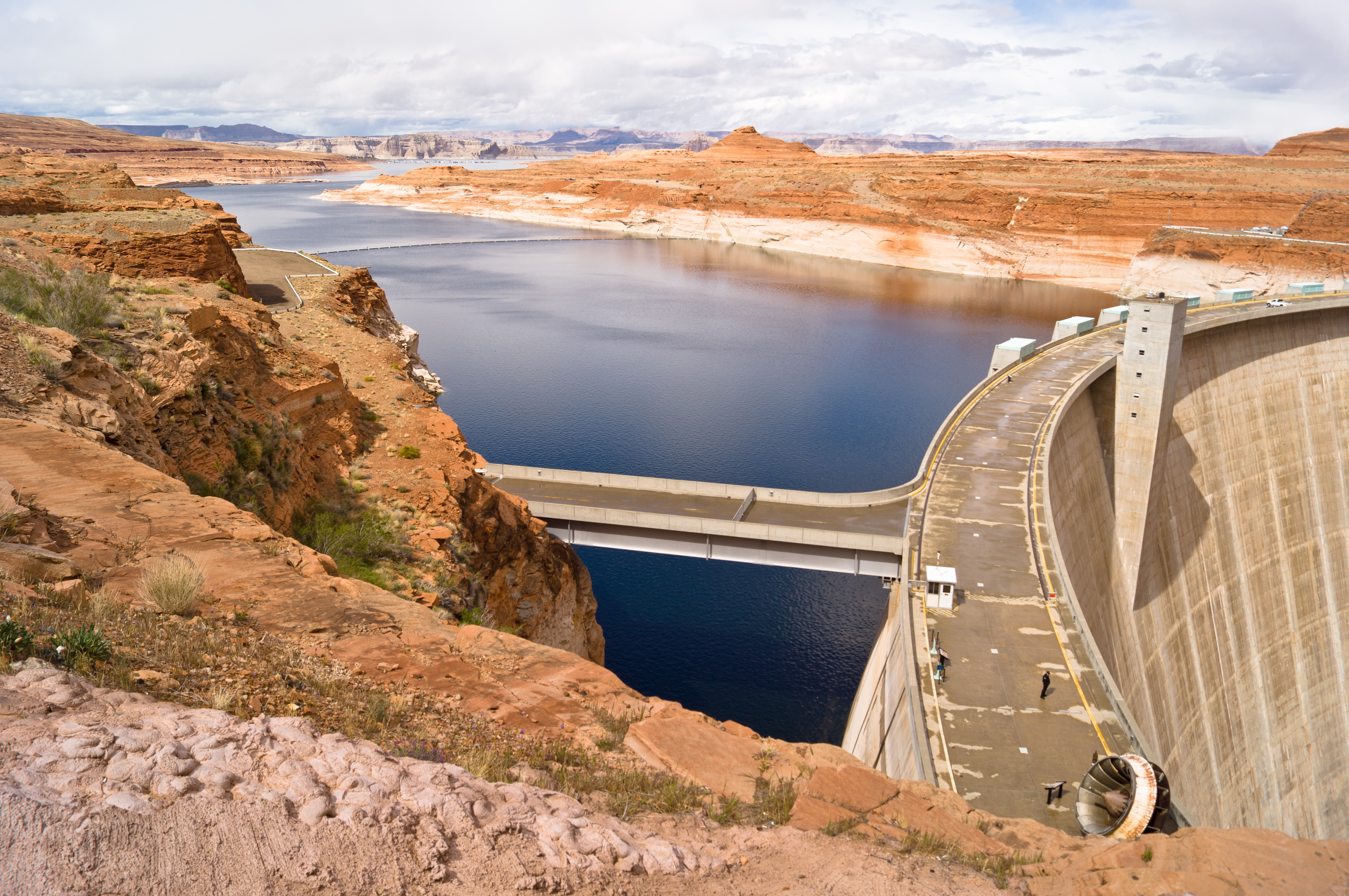
Powell-tó, Glen Canyon gát

## Fordítás
Ez a szócikk részben vagy egészben  a   Page, Arizona című angol Wikipédia-szócikk ezen változatának fordításán alapul.  Az eredeti cikk szerkesztőit annak laptörténete sorolja fel. Ez a jelzés csupán a megfogalmazás eredetét és a szerzői jogokat jelzi, nem szolgál a cikkben szereplő információk forrásmegjelöléseként.